# Pheraspis epicosma
Pheraspis epicosma är en fjärilsart som beskrevs av Turner 1931. Pheraspis epicosma ingår i släktet Pheraspis och familjen tandspinnare. Inga underarter finns listade i Catalogue of Life.